# Oued Naam
Oued Naam  (in arabo وادي النعام‎?) è un centro abitato e comune rurale del Marocco situato nella provincia di Errachidia, regione di Drâa-Tafilalet. Conta una popolazione di 5 340 abitanti (censimento 2014).